# Herálec (powiat Havlíčkův Brod)
Herálec – miejscowość i gmina (obec) w Czechach, w kraju Wysoczyna, w powiecie Havlíčkův Brod. W 2022 roku liczyła 1109 mieszkańców.
W miejscowości znajduje się zamek Herálec.